# رأی مخدوش

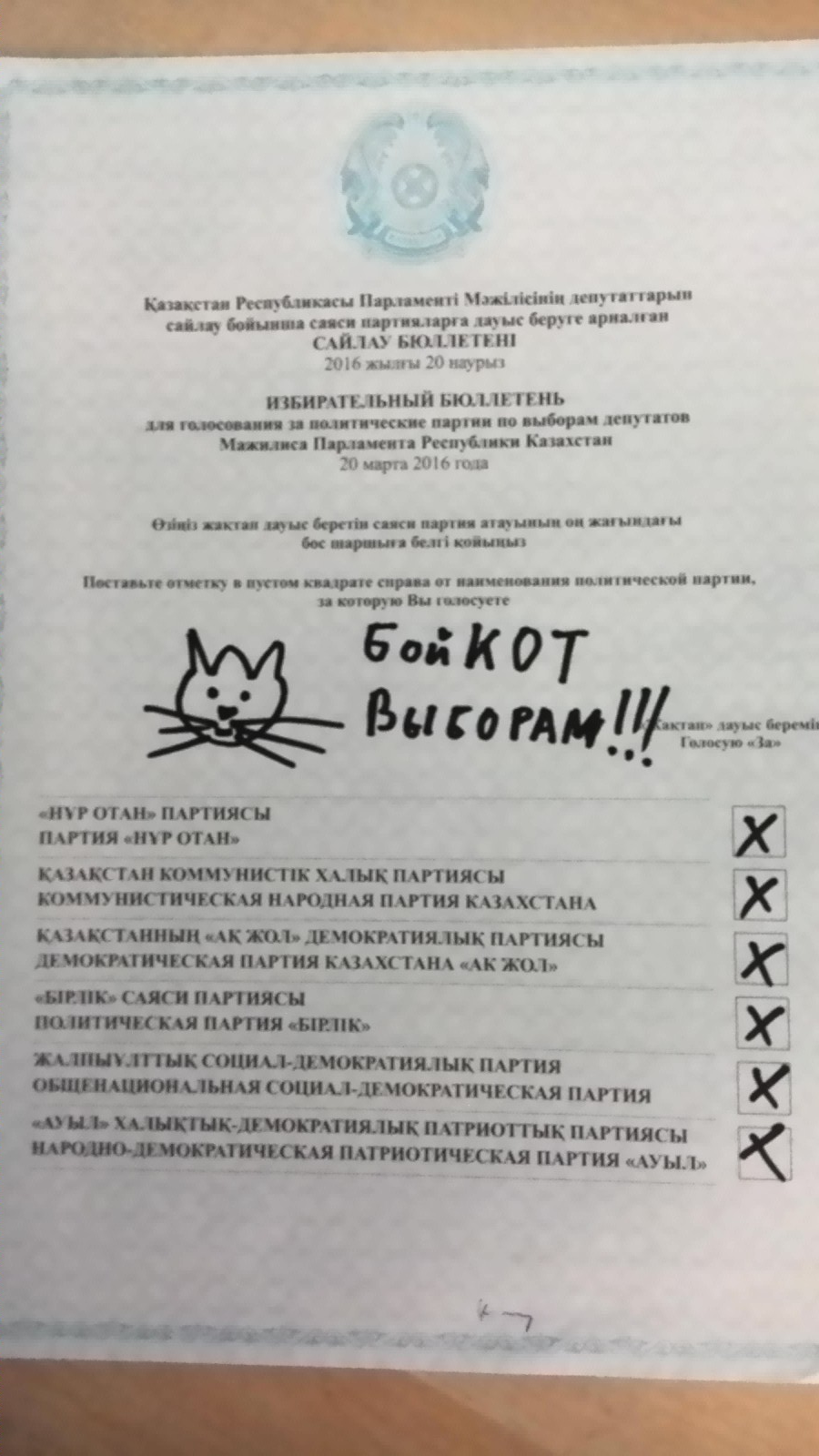
عکس نقاشی کشیده شده روی برگ رای انتخابات اوکراین

رأی مخدوش به رأیی گفته می‌شود که به هر علتی خلاف ضوابط انتخابات شناخته می‌شود و شمارش نخواهد شد.
ریختن رأی مخدوش در صندوق رأی لزوماً از روی ناآگاهی رأی‌دهنده نیست، بلکه می‌تواند با قصد قبلی و برای نمونه جهت نمایش اینکه فرد هیچ یک از نامزدان را به عنوان نمایندهٔ خودش قبول ندارد به کار رود.